# Quercus humilis

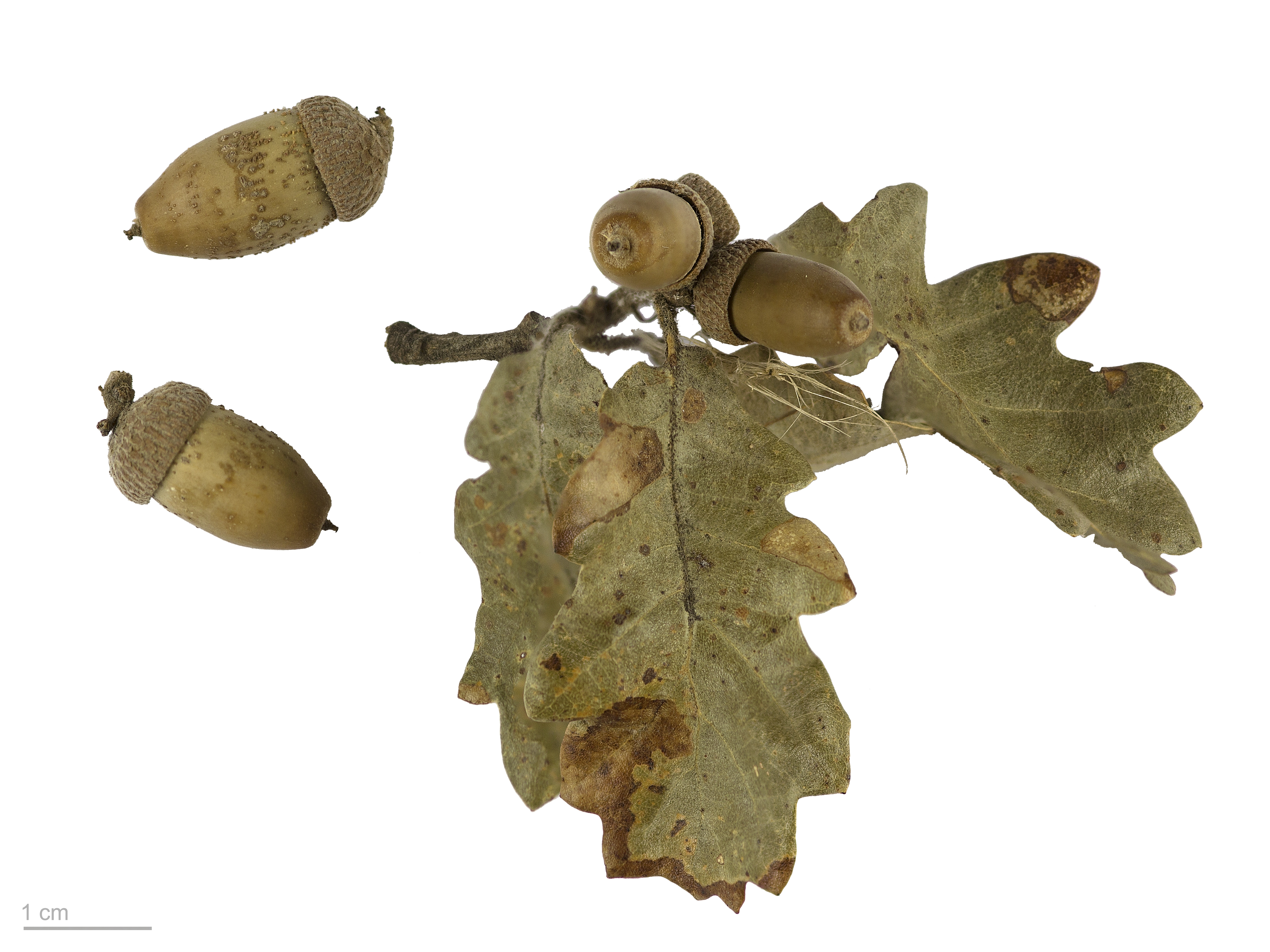
Quercus pubescens

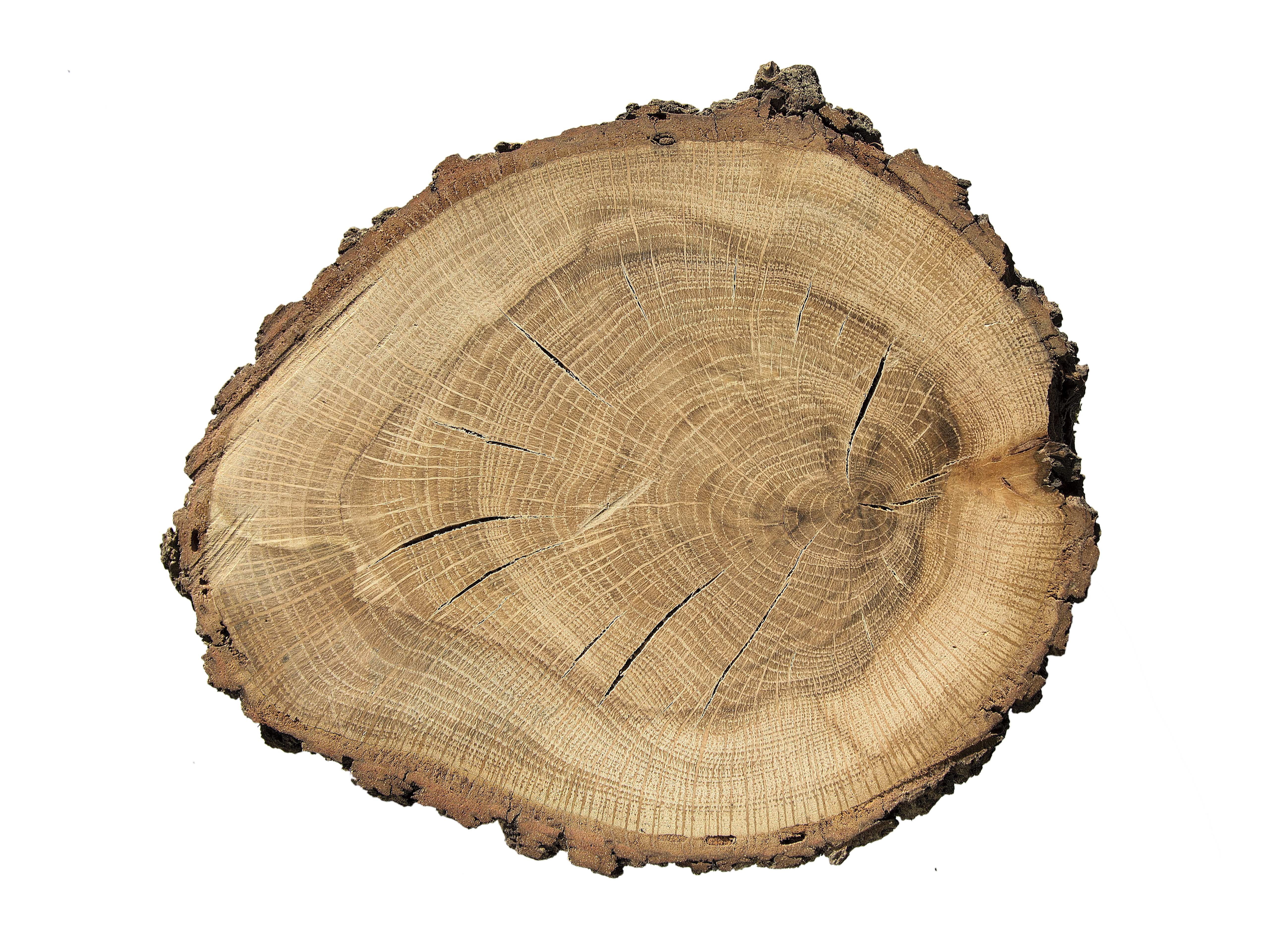
Quercus pubescens - MHNT

Quercus humilis (sin. Quercus pubescens), el quejigo, es un árbol de fronda, de tamaño medio, pudiendo llegar a los 25 m, que pertenece a la familia de las fagáceas.  Se distribuye por el centro y sur de Europa, Turquía y Crimea.  Está catalogado como especie vulnerable por pérdida de hábitat.  Este roble muestra una enorme tendencia a hibridarse con otros congéneres, lo que hace difícil reconocer, en determinadas regiones, sus rasgos morfológicos  más típicos. Prueba de ello es que se han descrito cruces en el cuadrante nororiental ibérico con muy diversas especies del género (Quercus robur, Quercus petraea,  Quercus faginea,  Quercus canariensis, y Quercus ilex). En general, en el eje pirenaico se encuentran las poblaciones más puras, mientras en el Prepirineo dominan los mestos o híbridos, siendo particularmente abundante Quercus x cerrioides.

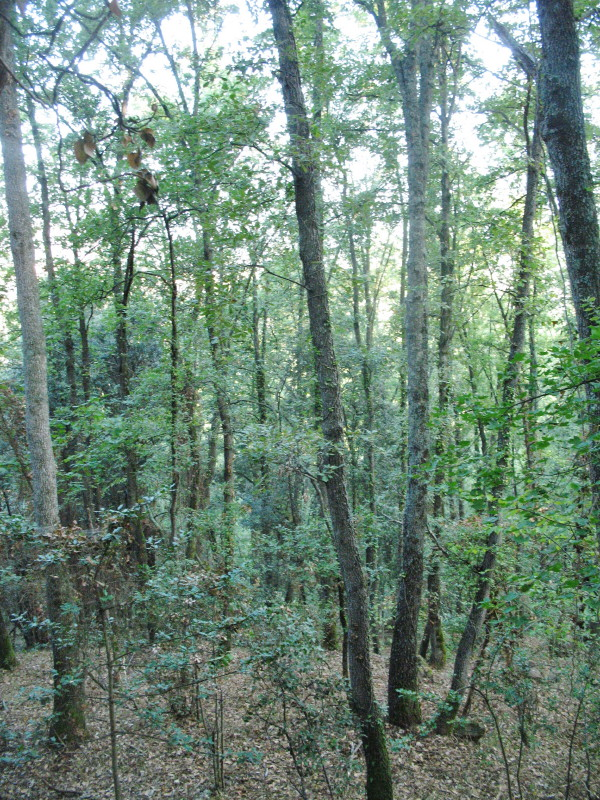
Bosque joven de roble pubescente en Cataluña

## Descripción
Árbol caducifolio, llega a 10-15 m de altura, puede no pasar de arbusto, raíces fuertes,  tronco flexuoso, corteza pardusca a grisácea, en adultos negra y agrietada; copa amplia, redondeada. Yemas oviformes-tomentosas, nuevos brotes vellosos. Hojas subcoriáceas, marcescentes, oblongo-obovadas, 4-12 x 2-7 cm; márgenes extremadamente lobulados, 5-8 lóbulos de cada lado; ápice redondeado, base redondeada o algo acorazonada; pecíolo tomentoso, subcilíndrico, 5-15 mm de largo; 4 a 9 pares de nervios; nuevas son densamente tomentosas en ambas caras, después verdosas oscuras y glabras en haz, persistiendo un tomento grisáceo en envés que le da un color verde sucio. Frutos bellotas ovoides, castañas claras, 1-34 cm de longitud y 1-2 cm de ancho, solitarias o en grupos de 2-5 en un corto pedúnculo menor de 1 cm de largo; cubiertas 1/2 a 1/3 de su longitud por una cúpula de escamas gruesas imbricadas, cenicientas, tomentosas.

## Taxonomía
Quercus humilis fue descrita por  Philip Miller    y publicado en The Gardeners Dictionary: . . . eighth edition no. 4. 1768.
Etimología
Quercus: nombre genérico del latín que designaba igualmente al roble y a la encina.
humilis: epíteto latín de humilis-e, «humilde, bajo», donde alude a su tamaño en relación con otros robles.
Sinonimia
- Quercus apennina Lam.
- Quercus aspera Bosc
- Quercus cerrioides Willk. & Costa
- Quercus lanuginosa (Lam.) Thuill.
- Quercus lusitanica subsp. cerrioides (Willk. & Costa) O. Schwarz
- Quercus pinnatifida C.C. Gmel.
- Quercus pubescens subsp. lanuginosa (Lam.) O. Schwarz
- Quercus pubescens var. glomerata (Lam.) O. Schwarz
- Quercus pubescens Willd.
- Quercus richardii Bosc
- Quercus subpyrenaica Villar[2]

## Nombre común
Quejiguera, quejigueta, roble (6), roble albar, roble enano, roble portugués, roble pubescente (5), robledilla.